# Il metropolitano
Il metropolitano: Il vigile urbano romano è l'ultima commedia iniziata dal noto drammaturgo, sceneggiatore, musicista romano, nonché attore di fama internazionale, una commedia incompiuta in tre atti di Ettore Petrolini del 1935-1936.
L'opera non venne mai portata a termine: nonostante sia composta di tutti e tre gli atti, il secondo atto ha un vistoso taglio dalla prima all'ottava scena.
La morte di Petrolini, avvenuta nel 1936 all’età di 52 anni, ne rese impossibile la rappresentazione fino all’intervento del professor Carlo Merlo, regista, adattatore di testi d’autore, che lo rappresentò in prima assoluta mondiale l’8 agosto del 2014 a Roma al Teatro “Le Terrazze” presso il Palazzo dei Congressi Roma-EUR.
Il maestro Merlo dopo una minuziosa ricerca di testi inediti ha integrato il testo dell’ultima opera scritta nel 1935, rimasta incompiuta per la morte dell’artista nel ’36 e ne ha curato l’elaborazione, la versione scenica e la regia portandola in scena in anteprima assoluta mondiale con la Compagnia Italiana S.T.C.M. (Scuola Teatro Carlo Merlo) dell'Associazione Clesis ARTE-Roma, centro di formazione artistica professionale riconosciuta dal Ministero per i Beni e le Attività Culturali.-Dip. Spettacoli dal Vivo dal 1989 col patrocinio della Regione Lazio, fondata e diretta dal maestro Merlo. 